# Gabriele Pennacchioli
Gabriele Pennacchioli (Origgio, 29 ottobre 1961) è un fumettista, animatore e story artist italiano.

## Biografia
Si laurea in Belle Arti e frequenta una scuola di animazione.
Esordì nel 1980 come disegnatore di Diabolik, alternandosi a Sergio Zaniboni (disegnatore a cui si ispira dichiaratamente) nella realizzazione a matita delle storie. Nello stesso periodo è inoltre impegnato a lavorare per Il Monello e Intrepido, oltre che a collaborare con lo staff di Gianni Bono. Successivamente il suo nome appare anche su Il Giornalino, dove si alterna a Zaniboni nei disegni di Reporter Blues. Dopo essersi occupato del restyling grafico di Intrepido, nel 1988 passa a Corrier Boy e nel 1990 alla Sergio Bonelli Editore per disegnare Dylan Dog e Martin Mystère.
Sono queste le sue ultime apparizioni fumettistiche: Pennacchioli decide infatti di trasferirsi a Londra per dedicarsi all'animazione in uno studio aperto da Steven Spielberg verso la fine degli anni Novanta, dove collabora a Balto. La sua nuova attività lo porta a lavorare in diversi studi in giro per l'Europa: a Monaco di Baviera, ad esempio, realizza il cortometraggio The Shark and the Piano insieme ad Alessandro Carloni, mentre di nuovo a Londra anima il protagonista del film Sinbad.
Dopo questa produzione viene arruolato dalla Dreamworks, per cui si occupa di successi internazionali come Kung Fu Panda, Shrek e Dragon Trainer.
Nel 2023 realizzò con Lauren Faust il cartone dello Zecchino d'Oro 2023 La casa stregata.